# Фрассино
Фрассино (итал. Frassino) — коммуна в Италии, располагается в регионе Пьемонт, в провинции Кунео.
Население составляет 289 человек (2008 г.), плотность населения составляет 18 чел./км². Занимает площадь 16 км². Почтовый индекс — 12020. Телефонный код — 0175.
Покровителями коммуны почитаются Пресвятая Богородица (Madonna degli Angeli), празднование 15 августа, и святой первомученик Стефан, празднование 26 декабря.

## Демография
Динамика населения:

## Администрация коммуны
- Официальный сайт: http://www.comune.frassino.cn.it/